# I Was Gonna Cancel
"I Was Gonna Cancel" är en låt framförd av den australiensiska sångaren Kylie Minogue, inspelad till hennes tolfte studioalbum Kiss Me Once (2014). Låten skrevs och producerades av den amerikanska artisten Pharrell Williams som Minogue träffade i Los Angeles i Kalifornien. I april 2014 bekräftade Minogue att "I Was Gonna Cancel" skulle ges ut som skivans andra singel. Låten gavs ut i Storbritannien den 11 maj och i USA den 12 maj 2014.
"I Was Gonna Cancel" är en poplåt influerad av disco och funk som noterades för sina likheter med Williams tidigare material och den franska house-duon Daft Punk. Inspirationen till låttexten kom från Minogue som hade en dålig dag vid inspelningen. "I Was Gonna Cancel" mottog positiv respons från musikjournalister som beskrev den som en av de mer "intressanta" låtarna från Kiss Me Once och prisade Williams produktion.

## Bakgrund
Efter utgivningen av The Abbey Road Sessions (2012) bröt Minogue samarbetet med sin manager Terry Blamey för att istället skriva på ett managementkontrakt med den amerikanska rapparen Jay-Zs Roc Nation. Med ett nytt kontrakt fortsatte Minogue arbetet på sitt tolfte studioalbum under 2013. I februari samma år rapporterades att hon jobbat med singer-songwritern Sia Furler. I en intervju med Billboard sa Minogue att hon fått en "uppenbarelse" under firandet av sin karriärs 25-årsdag 2012. Hon förklarade: "Jag kände att jag behövde ett nytt musikaliskt landskap och efter det var jag ivrig att ta nya steg. Hittills har jag fått fantastiskt stöd vilket är en del av det "nya" som jag drömt och hoppats på."

## Inspelning

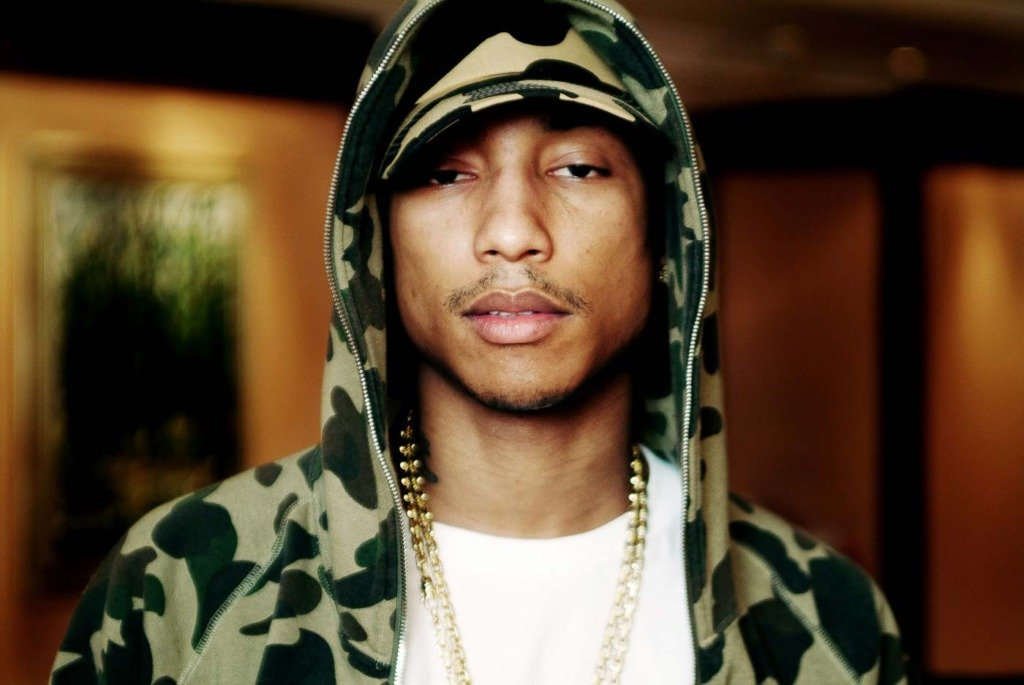
Pharrell Williams skrev och producerade låten.

Under inspelningen till Kiss Me Once kontaktade Roc Nation Pharrell Williams för att jobba med Minogue. De träffades slutligen i Los Angeles, Kalifornien för att jobba på musik tillsammans. I en intervju avslöjade Minogue att hon och Williams endast hade två dagar på sig att skriva och producera två låtar; "I Was Gonna Cancel" och "The Winners". Första dagen började hon gråta då arbetet kändes överväldigande. I en intervju med Standard.co.uk sade hon: 

"Det var en dröm som gick i uppfyllelse för jag har velat jobba med honom länge. Jag hade två dagar med honom och vi gjorde två låtar. En av dem är på mitt nya album och den heter 'I Was Gonna Cancel' - för jag hade en hemsk dag. Allt var alldeles för mycket. Den andra dagen fick jag bokstavligen säga till mig själv: 'Kom igen, det här är en väldigt viktig dag. Det är Pharrell.' Jag började gråta igen så fort jag kom dit. Därför skrev han 'I Was Gonna Cancel' eftersom jag inte kände för att åka dit, men var tvungen."

Om samarbetet i en intervju en tid senare sade hon: "Jag hade två dagar i studion med Pharrell, vilket var en dröm som gick i uppfyllelse. Den andra dagen hade jag en dålig dag och funderade på att ställa in vår träff. Med låttexten förvandlade han min dåliga dag till något fantastiskt... Men jag var medtagen och sjöng inte särskilt bra. Det var ärligt och pinsamt."

## Komposition
"I Was Gonna Cancel" är en poplåt med inslag av funk och disco som har en speltid på tre minuter och trettiofyra sekunder (3:34). Tim Sendra från Allmusic beskrev kompositionen som en "hjärtevärmande bekräftelse på hur fantastisk hon är och låter som en fortsättning på hans [Williams] arbete med Daft Punk på 'Get Lucky'." Ryan Lathan från Pop Matters tyckte att låtens keyboard-arrangemang påminde om musik framförd av Stevie Wonder men beskrev bakgrundssången som "överproducerad". Ben Cardew från NME jämförde också låten med Daft Punks "Get Lucky" och beskrev den som "disko-aktig". Andy Gill från tidskriften The Independent klargjorde att "I Was Gonna Cancel" var en "typiskt lätt, fruktig popdänga med Pharrells signatursound". Han jämförde låten med musik framförd av The Commodores.

## Format och låtlistor
Nedan listas de vanligaste utgivningarna för singeln "I Was Gonna Cancel"
| 1. | I Was Gonna Cancel                | 3:33 |
| 2. | I Was Gonna Cancel (Instrumental) | 3:33 |

| 1. | I Was Gonna Cancel                     | 3:33 |
| 2. | I Was Gonna Cancel (The Presets Remix) | 5:43 |

| 1. | I Was Gonna Cancel (The Presets Remix)              | 5:42 |
| 2. | I Was Gonna Cancel (Maze & Masters Remix)           | 6:01 |
| 3. | I Was Gonna Cancel (Moto Blanco Remix) (Radio Edit) | 3:21 |
| 4. | I Was Gonna Cancel (KDA Remix)                      | 7:05 |

## Topplistor
| Lista (2014)                      | Topplacering |
| --------------------------------- | ------------ |
| Kroatien (ARC 100)                | 25           |
| Storbritannien (UK Singles Chart) | 59           |